# Утбурд
Утбурд (норв. utburd), мюлинг (швед. Myling) — в скандинавской мифологии злые ду́хи младенцев, которых бросили умирать.
У норвежцев существовал обычай — избавляться от больных или родившихся с физическими уродствами младенцев, закапывая их в снег. Таким же образом часто избавлялись от младенцев, рождённых вне брака. Иногда душа младенца возвращалась в виде призрака — утбурда и начинала мстить живым людям, в первую очередь — матери.
Зачастую жертвы утбурда получали предупреждение в виде белой совы, однако спастись от мести было практически невозможно — утбурды были чрезвычайно быстрыми и сильными.
Есть аналог в мифологии нанайцев, эскимосов, чукчей и других северных народов — ангъяк.